# Tarmgas
Tarmgas var ett punkband från Öjebyn i Piteå Kommun som var aktiva 1991–1995. Gruppens kanske mest kända låt är en version av Björn Afzelius låt En kungens man. Bandet släppte två studioalbum, "Kanske inte?" (1993) och "Tomma ord" (1995). "Kanske inte?" sålde i ca 6000 exemplar och "Tomma ord" i ca 8000 exemplar.